# ایوان ولادیسلاو
ایوان ولادیسلاو ( اسلاوی کلیسایی: Їѡаннъ Владиславъ؛  – درگذشته فوریهٔ ۱۰۱۸) فرمانروای ارمنی‌تبار امپراتوری نخست بلغارستان بود. وی از اوت ۱۰۱۵ تا فوریه ۱۰۱۸ تزار بلغارستان بود.

## زندگی‌نامه
سال تولد وی نامعلوم می‌باشد وی حداقل یک دهه پیش از ۹۸۷ میلادی به دنیا آمده است. ایوان ولادیسلاو  پسر آهارون کومسادزاگ بود. وی در قوریه ۱۰۱۸ در دراج درگذشت. ایوان ولادیسلاو از سلسله پادشاهان بلغارستان در دورهٔ قرون وسطی بود و در سال ۱۰۱۵ به عنوان پادشاه بر بلغارستان سلطنت کرد. او در طول فرمانروایی خود در جنگ‌ها و نبردهای متعددی با امپراتوری بیزانس و کشورهای همسایهٔ بلغارستان شرکت کرد. ایوان ولادیسلاو در سال ۱۰۱۸ درگذشت و پسرش پیتر دوم بلغار جانشین او شد.